# Gerd Heusch (Mediziner)
Gerd Heusch (geboren am 20. Mai 1955 in Bonn) ist ein deutscher Arzt und Physiologe. Er war von 1989 bis 2024 Universitätsprofessor und Direktor des Instituts für Pathophysiologie am Universitätsklinikum Essen. Seit Januar 2025 ist er Präsident der Nordrhein-Westfälischen Akademie der Wissenschaften und der Künste.

## Leben
Heusch studierte von 1973 bis 1979 als Stipendiat der Studienstiftung des deutschen Volkes Medizin an der Heinrich-Heine-Universität Düsseldorf und der Rheinischen Friedrich-Wilhelms-Universität Bonn, wo er das Studium 1979 mit dem Staatsexamen und 1980 mit der Promotion zum Dr. med. abschloss. Nach Wehrdienst als Stabsarzt war er wissenschaftlicher Assistent am Physiologischen Institut der Universität Düsseldorf und habilitierte sich dort 1985 mit seiner Habilitationsschrift „Sympathische Herznerven und Myokardischämie“. 1985/1986 war er Research Cardiologist an der University of California, San Diego bei Dr. John Ross Jr. und von 1986 bis 1989 Heisenberg-Stipendiat der Deutschen Forschungsgemeinschaft am Physiologischen Institut und in der Klinik für Kardiologie (Prof. Dr. Franz Loogen) der Universität Düsseldorf. Von 1989 bis 2024 war er Universitätsprofessor und Direktor des Instituts für Pathophysiologie am Universitätsklinikum Essen, unterbrochen von einem Sabbatical 1999/2000 im Department of Physiology der University of South Alabama, Mobile. Rufe an die Loyola University, Chicago, die Texas A&M University, College Station, und die University of South Alabama, Mobile, lehnte er ab. Von 2014 bis 2022 war Heusch wissenschaftlicher Vorstand des Westdeutschen Herz- und Gefäßzentrums Essen.
Heusch war von 2002 bis 2005 Präsident der European Section der International Society for Heart Research und von 2007 bis 2009 Präsident der Deutschen Gesellschaft für Kardiologie – Herz- und Kreislaufforschung. Als Präsident der Deutschen Gesellschaft für Kardiologie setzte Heusch sich besonders für die Etablierung von Chest Pain Units zur Bekämpfung des Herzinfarkts ein – heute gibt es flächendeckend mehr als 300 Chest Pain Units in Deutschland. Von 2008 bis 2016 war Heusch Fachkollegiat der Deutschen Forschungsgemeinschaft und von 2012 bis 2016 Sprecher des Fachkollegiums Medizin. Seit 1992 ist Heusch Herausgeber von Basic Research in Cardiology; er war und ist Mitglied des Editorial Boards zahlreicher renommierter Fachzeitschriften, u. a. Circulation Research, Circulation, Journal of the American College of Cardiology, European Heart Journal, Cardiovascular Research und American Journal of Physiology.
Heusch ist Fellow des Royal College of Physicians, London (seit 2006) und ordentliches Mitglied der Nordrhein-Westfälischen Akademie der Wissenschaften und der Künste (seit 2012), Sprecher der dortigen Fachgruppe Medizin (seit 2019), Vizepräsident und Sekretar der Klasse für Naturwissenschaften und Medizin (seit 2023) und Präsident der Akademie (seit 2025). 2022 wurde Heusch zum Mitglied der Academia Europaea gewählt.

## Forschung
Das wissenschaftliche Interesse von G. Heusch gilt der Koronardurchblutung und der Pathophysiologie der myokardialen Ischämie und Reperfusion. Er zeigte, dass die Koronargefäße während einer Myokardischämie nicht maximal dilatiert sind, sondern ganz wesentlich einer Koronarkonstriktion, insbesondere durch alpha-adrenerge Wirkungen des Sympathikus unterliegen. Im Detail beschrieb er die hämodynamischen, morphologischen, metabolischen und molekularen Grundlagen des hibernating myocardium und der koronaren Mikroembolisation. In den letzten Jahren analysierte er die Signaltransduktion der Kardioprotektion durch ischämische Konditionierung. Großen Wert legt er auf die Translation präklinischer Befunde in die Klinik, die ihm insbesondere für die herzferne ischämische Konditionierung gelang.
Heusch veröffentlichte mehr als 650 Original- und Übersichtsarbeiten in angesehenen internationalen Zeitschriften, sein h-index ist dreistellig. Er wurde in den Jahren 2018, 2019, 2020, 2021, 2022, 2023 und 2024 mit dem Highly Cited Researcher Award ausgezeichnet.
Sieben Mitarbeiter von Heusch habilitierten sich, sein langjähriger Mitarbeiter Rainer Schulz ist seit 2011 Universitätsprofessor und Direktor des Physiologischen Instituts der Justus-Liebig-Universität Gießen, sein langjähriger Mitarbeiter Bodo Levkau ist seit 2020 Universitätsprofessor und Direktor des Instituts für Molekulare Medizin der Heinrich-Heine-Universität Düsseldorf, seine langjährige Mitarbeiterin Petra Kleinbongard ist seit 2020 Universitätsprofessorin für Kardioprotektion am Universitätsklinikum Essen.

## Auszeichnungen
Heusch erhielt die Ehrendoktorwürde der Medizinischen Akademie Nishnij Novgorod/Russland (2000), eine Ehrenprofessur des Tangshan Medical College/China (2006) und die Ehrendoktorwürde der Semmelweis-Universität in Budapest (2023). Er ist Adjunct Professor im Department of Physiology der University of South Alabama, Mobile. Heusch wurde 2012 mit dem Bundesverdienstkreuz am Bande, 2017 mit dem Verdienstorden des Landes Nordrhein-Westfalen und 2023 mit dem Bundesverdienstkreuz 1. Klasse für seine Verdienste um die Erforschung und Bekämpfung des Herzinfarkts ausgezeichnet.
Weitere Auszeichnungen:
- Edens-Preis der Universität Düsseldorf (1985)[32]
- Wulf-Vater-Preis der Johannes Gutenberg-Universität Mainz (1997)
- Fritz-Acker-Preis der Deutschen Gesellschaft für Kardiologie – Herz- und Kreislaufforschung (1998)[33]
- Basic Science Lecture und Silver Medal der European Society of Cardiology (2002)
- Keith-Reimer Award der International Society for Heart Research[34] (2003)[35]
- Paul-Morawitz-Preis der Deutschen Gesellschaft für Kardiologie – Herz- und Kreislaufforschung (2004)[36]
- Greats of Cardiology-Preis des Herz-Kreislauf-Zentrums der Albert-Ludwigs-Universität Freiburg (2008)
- Hans-Peter-Krayenbühl-Preis der International Academy of Cardiology (2010)[37]
- Goldene Ehrennadel der Deutschen Gesellschaft für Kardiologie – Herz- und Kreislaufforschung (2011)[38]
- William-Harvey Lecture und Silver Medal der European Society of Cardiology (2012)[39]
- Distinguished Leader Award der International Society for Heart Research (2014)[40]
- Carl-Ludwig-Ehrenmedaille der Deutschen Gesellschaft für Kardiologie – Herz- und Kreislaufforschung (2017)[41]
- Carl-Wiggers Award der American Physiological Society (2017)[42]
- Medal of Merit der European Section der International Society for Heart Research (2017).
- Franz-Loogen Preis der Deutschen Gesellschaft für Kardiologie / Herz- und Kreislaufforschung (2022)[43]
- Naranjan Dhalla award der International Academy of Cardiovascular Sciences (2023)[44]
- Howard Morgan award der European Section of the International Academy of Cardiovascular Sciences (2024)[45]